# Southeastern Conference

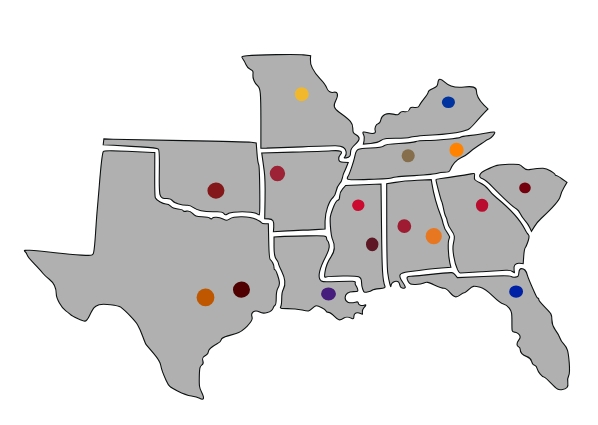
Ausdehnung der Southeastern Conference

Die Southeastern Conference (SEC) ist eine US-amerikanische Vereinigung für den College-Sport. Sie ist Mitglied der NCAA Division I der National Collegiate Athletic Association (NCAA), im Football gehört sie der NCAA Division I Football Bowl Subdivision an.  Sie hat ihren Sitz in Birmingham (Alabama) und ist zuständig für den südöstlichen Teil der Vereinigten Staaten. Sie wurde 1932 gegründet und gehört heute zu den erfolgreichsten nationalen Sportvereinigungen, sowohl in sportlicher als auch in finanzieller Hinsicht.

## Mitglieder
Die Southeastern Conference hat derzeit 16 Mitglieder aus 12 südöstlichen US-Bundesstaaten. Die Conference war in vielen Sportarten, einschließlich Football, in East und West Divisions aufgeteilt, bis die Divisionen nach dem akademischen Jahr 2023/24 abgeschafft wurden.
| Universität                           | Ort                       | Teamname     | gegründet | Universitätsart | Studenten | Beitrittsjahr |
| ------------------------------------- | ------------------------- | ------------ | --------- | --------------- | --------- | ------------- |
| University of Alabama                 | Tuscaloosa (Alabama)      | Crimson Tide | 1831      | Staatlich       | 21.750    | 1932          |
| University of Arkansas                | Fayetteville (Arkansas)   | Razorbacks   | 1871      | Staatlich       | 17.938    | 1991          |
| Auburn University                     | Auburn (Alabama)          | Tigers       | 1856      | Staatlich       | 22.928    | 1932          |
| University of Florida                 | Gainesville (Florida)     | Gators       | 1853      | Staatlich       | 48.000    | 1932          |
| University of Georgia                 | Athens (Georgia)          | Bulldogs     | 1785      | Staatlich       | 32.200    | 1932          |
| University of Kentucky                | Lexington (Kentucky)      | Wildcats     | 1865      | Staatlich       | 24.317    | 1932          |
| Louisiana State University (LSU)      | Baton Rouge (Louisiana)   | Tigers       | 1860      | Staatlich       | 31.561    | 1932          |
| Mississippi State University          | Starkville (Mississippi)  | Bulldogs     | 1878      | Staatlich       | 15.934    | 1932          |
| University of Missouri                | Columbia (Missouri)       | Tigers       | 1839      | Staatlich       | 33.805    | 2012          |
| University of Oklahoma                | Norman (Oklahoma)         | Sooners      | 1890      | Staatlich       | 28.564    | 2024          |
| University of Mississippi (Ole Miss)  | Oxford (Mississippi)      | Rebels       | 1848      | Staatlich       | 16.500    | 1932          |
| University of South Carolina          | Columbia (South Carolina) | Gamecocks    | 1801      | Staatlich       | 27.065    | 1991          |
| University of Tennessee               | Knoxville (Tennessee)     | Volunteers   | 1794      | Staatlich       | 27.281    | 1932          |
| University of Texas at Austin (Texas) | Austin (Texas)            | Longhorns    | 1883      | Staatlich       | 52.384    | 2024          |
| Texas A&M University                  | College Station (Texas)   | Aggies       | 1876      | Staatlich       | 52.585    | 2012          |
| Vanderbilt University                 | Nashville (Tennessee)     | Commodores   | 1873      | Privat          | 11.500    | 1932          |

## Spielstätten der Conference

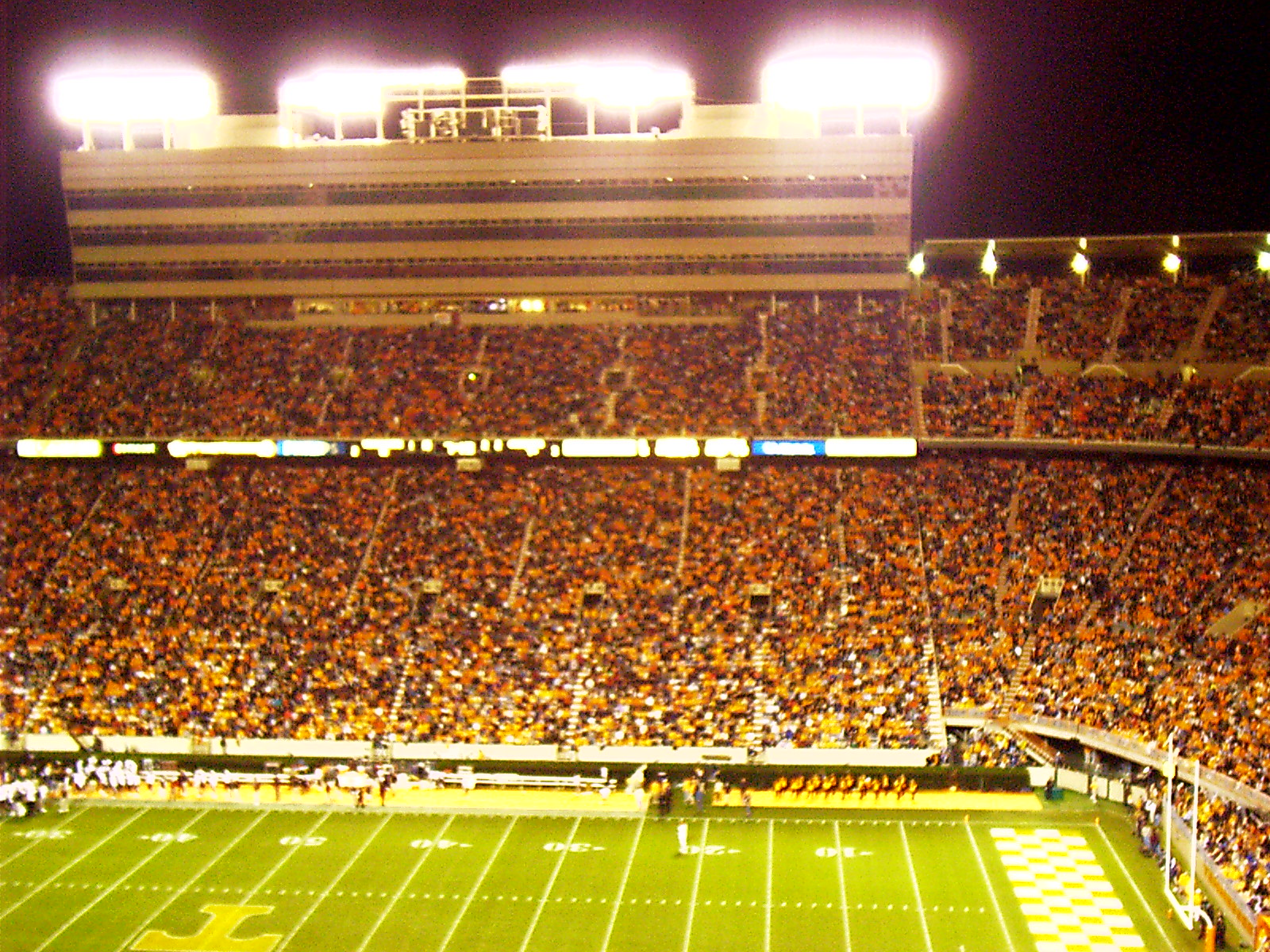
Neyland Stadium in Knoxville

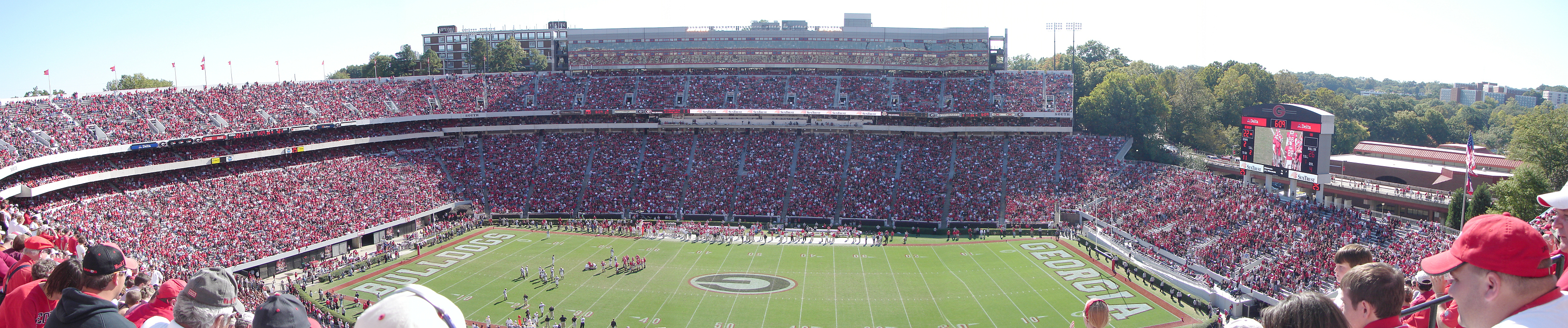
Sanford Stadium in Athens

| Universität       | Footballstadion                                          | Kapazität | Basketballstadion                              | Kapazität    |
| ----------------- | -------------------------------------------------------- | --------- | ---------------------------------------------- | ------------ |
| Alabama           | Bryant-Denny Stadium                                     | 101.821   | Coleman Coliseum                               | 15.383       |
| Arkansas          | Donald W. Reynolds Razorback Stadium                     | 76.000    | Bud Walton Arena                               | 19.368       |
| Auburn            | Jordan-Hare Stadium                                      | 87.451    | Neville Arena                                  | 9.121        |
| Florida           | Steve Spurrier-Florida Field at Ben Hill Griffin Stadium | 88.548    | Stephen C. O’Connell Center                    | 11.548       |
| Georgia           | Sanford Stadium                                          | 92.746    | Stegeman Coliseum                              | 10.523       |
| Kentucky          | Kroger Field                                             | 61.000    | Rupp Arena (Männer) Memorial Coliseum (Frauen) | 20.545 6.250 |
| LSU               | Tiger Stadium                                            | 102.321   | Pete Maravich Assembly Center                  | 13.215       |
| Missouri          | Faurot Field                                             | 71.168    | Mizzou Arena                                   | 15.061       |
| Mississippi State | Davis Wade Stadium                                       | 61.337    | Humphrey Coliseum                              | 10.575       |
| Oklahoma          | Gaylord Family Oklahoma Memorial Stadium                 | 80.126    | Lloyd Noble Center                             | 10.967       |
| Ole Miss          | Vaught–Hemingway Stadium                                 | 64.038    | The Sandy and John Black Pavilion at Ole Miss  | 9.500        |
| South Carolina    | Williams-Brice Stadium                                   | 80.250    | Colonial Life Arena                            | 18.000       |
| Tennessee         | Neyland Stadium                                          | 102.455   | Thompson-Boling Arena                          | 21.678       |
| Texas             | Darrell K Royal-Texas Memorial Stadium                   | 100.119   | Moody Center                                   | 10.000       |
| Texas A&M         | Kyle Field                                               | 102.733   | Reed Arena                                     | 12.989       |
| Vanderbilt        | FirstBank Stadium                                        | 40.350    | Memorial Gymnasium                             | 14.316       |